# زهرا ییلماز
زهرا ییلماز ترکی استانبولی: Zehra Yılmaz؛ زاده ۳۰ ژوئیهٔ ۱۹۹۲, مرسین) بازیگر تلویزیون و سینما اهل ترکیه است.
او از سال ۲۰۱۶ با بازی در مجموعه‌های تلویزیونی مانند بدروم ماسالی، کارا یازی، سنتین گوزیاشلاری، آکشام بیلمز و جنچلیگیم ایوا شناخته شد. سرانجام در سریال Gül Masalı که از شبکه آتی‌وی پخش شد بازی کرد.

## زندگی و حرفه
او در ۳۰ ژوئیه ۱۹۹۲ در مرسین به دنیا آمد. تا سن چهار سالگی در شهر آنامور در مرسین زندگی کرد. سپس از سن چهار تا هفده سالگی به دلیل شغل پدرش، همراه خانواده‌اش به باکو نقل مکان کرد. او در کالج روسیه‌ای تحصیل کرد. زبان آذربایجانی و روسی را آموخت. او برای تحصیلات عالی به ترکیه بازگشت. او فارغ‌التحصیل رشته رادیو، تلویزیون و سینما از دانشگاه مرمره است. او دوره‌های آموزش بازیگری را در کارگاه بازیگری جنید ساییل گذراند.

## فیلم‌شناسی
| مجموعه تلویزیونی | مجموعه تلویزیونی           | مجموعه تلویزیونی | مجموعه تلویزیونی |
| سال              | عنوان                      | نقش              | شبکه             |
| ---------------- | -------------------------- | ---------------- | ---------------- |
| ۲۰۱۶–۲۰۱۷        | Bodrum Masalı              | رعنا             | کانال د          |
| ۲۰۱۷             | Kara Yazı                  | ملیسا            | کانال د          |
| ۲۰۱۷–۲۰۱۸        | Cennet'in Gözyaşları       | مللیسا سویر      | آتی‌وی            |
| ۲۰۱۹             | Kimse Bilmez               | توچه ایشیک       | آتی‌وی            |
| ۲۰۲۰             | Gençliğim Eyvah            | چاغلا            | آتی‌وی            |
| ۲۰۲۱–۲۰۲۲        | زخم قلب                    | بطول اوزترک      | آتی‌وی            |
| ۲۰۲۲             | قیام عثمان                 | سلوی خاتون       | آتی‌وی            |
| ۲۰۲۲             | Gül Masalı                 | اجه کارداس       | آتی‌وی            |
| ۲۰۲۳             | Yaz Şarkısı                | آسلی پاکسوی      | فاکس ترکیه       |
| ۲۰۲۴-اکنون       | Hudutsuz Sevda             | غمزه             | NOW (ترکیه)      |
| İnternet         |                            |                  |                  |
| سال              | عنوان                      | نقش              | پلتفرم           |
| ۲۰۲۲             | Var Bunlar                 | یلیز             | GAİN             |
| سینما            |                            |                  |                  |
| سال              | عنوان                      | نقش              | کارگردان         |
| ۲۰۲۰             | Baba Parası                | نورتن            | Selçuk Aydemir   |
| ۲۰۲۱             | Zoraki Misafir             | الیف             | Bülent İşbilen   |
| ۲۰۲۲             | Canım Dayım                |                  | Fuat Yılmaz      |
| ۲۰۲۴             | Türkler Çıldırmış Olmalı ۲ | Gökbörü          | Murat Aslan      |